# أسطول معونة البحرين
أسطول معونة البحرين هو محاولة لإظهار التضامن مع شعب البحرين خلال احتجاجات عام 2011.
أعلن عن الأسطول في 10 مايو 2011. ذكر المنظمون نيتهم الاحتفال بالشاعرة آيات القرمزي. مهدي إقراريان القيادي في الجمعية الإيرانية لمتابعو الثورة الإسلامية أعلن أن القافلة ستغادر ميناء الخليج العربي بوشهر في 16 مايو. ذكرت تقارير إخبارية إيرانية أخرى أن القافلة سوف تبحر في 14 مايو وأن المنظمين رحبوا «بطلاب الجامعات والمعاهد الدينية والمسلمين من بلدان أخرى» لينضموا إليهم.